# Lisa Galantini
Lisa Galantini (Pisa, 15 ottobre 1973) è un'attrice italiana.

## Biografia
Studia danza, ma si dedica poi alla recitazione, diplomandosi alla scuola del Teatro Stabile di Genova. 
Ha recitato in diversi film, tra cui Come se fosse amore, regia di Roberto Burchielli, Giorni e nuvole, regia di Silvio Soldini, Ti inseguo e non mi prendi di Simona Gardini, Il gioiellino di Andrea Molaioli e Un bacio di Ivan Cotroneo.
Per la televisione ha recitato nella serie La nuova squadra dove ha interpretato la parte del vicequestore Paola Ricci, nella sit-com Zio Gianni, nella serie Non uccidere e in Un passo dal cielo al fianco di Terence Hill.
Ha recitato da attrice teatrale in Operetta  di Witold Gombrowicz, in L’omosessuale o la difficoltà di esprimersi di Copi, e con Tonino Conte in "Le Baccanti" di Euripide (Dioniso), nell'Inferno di Dante (Ulisse).
Nel 2003 debutta con Io sono il maestro di Hrafnhildur Hagalín per la regia di Sergio Maifredi, con cui lavorerà anche nel 2005 in Io mi chiamo Isbjorg, io sono un leone di Havar Sigurjonsson dal romanzo di Vigdis Grimsdottir e nel 2007 per Notte araba di Roland Schimmelpfenning.
Nel 2006 è interprete de La chiusa di Conor McPherson con la regia di Valerio Binasco, nel 2007 di Svet. La luce splende nelle tenebre di Lev Tolstoj diretto da Marco Sciaccaluga e nel 2008 de Il sipario di Maissa di Aldo Ottobrino, tratto dal romanzo di Roberto Baghino.
Nel 2009 con la Compagnia Gank ha interpretato La bottega del caffè di Carlo Goldoni diretto da Antonio Zavatteri e Il misantropo di Molière con la regia di Alberto Giusta.
Ha lavorato con Franco Branciaroli in Servo di scena di Ronald Harwood e con Emilio Solfrizzi in Sarto per signora di Georges Feydeau e ne Il Borghese Gentiluomo e Il Malato immaginario di Moliere.
Nella stagione 2017/18 ha recitato in un'opera teatrale vincitrice del Premio Pulitzer per la drammaturgia nel 2013, Disgraced di Ayad Akhtar, per la regia di Jacopo Gassmann.
È stata poi interprete del monologo Moi di Chiara Pasetti per la regia di Alberto Giusta dedicato alla vita della scultrice francese Camille Claudel.
Lavora anche in radio, come presentatrice per la rete satellitare Mediolanum Channel dove nel 2003 conduce il programma Radio My di Duccio Forzano, per vari eventi, come il Lilith Festival.
L'8 aprile 2019 debutta al Teatro Gobetti di Torino con The Whip Hand di Douglas Maxwell per la regia di Mauro Parrinello e nella stagione 2019/2020 è in tournée con la commedia Le regole per vivere di Sam Holcroft per la regia di Antonio Zavatteri.
Ha insegnato recitazione e dal 2009 dirige il CFA di Genova, il centro di formazione artistica di Luca Bizzarri.

## Filmografia

### Cinema
- Il più lungo giorno, regia di Roberto Riviello (1998)
- Branchie, regia di Francesco Ranieri Martinotti (1999)
- Grazie al cielo, regia di Andrea Jublin - cortometraggio (2001)
- Ginestra, regia di Andrea Jublin (2002)
- Come se fosse amore, regia di Roberto Burchielli (2002)
- Naufraghi, regia di Federica Pontremoli - cortometraggio  (2004)
- Ti inseguo e non mi prendi, regia di Simona Gardini (2005)
- Incubi quotidiani, regia di Gigi Piola (2006)
- Rosso come il cielo, regia di Cristiano Bortone (2006)
- Giorni e nuvole, regia di Silvio Soldini (2007)
- Greenman, regia di Alessandro Zunino (2010)
- Il gioiellino, regia di Andrea Molaioli (2011)
- Banana, regia di Andrea Jublin (2015)
- Un bacio, regia di Ivan Cotroneo (2016)
- Slam - Tutto per una ragazza, regia Andrea Molaioli (2016)
- La regola d'oro, regia di Alessandro Lunardelli (2019)
- A che ora, vigliacco?, regia di Gianni Ansaldi - cortometraggio (2019)
- Passi di danza, regia di Silvia Monga - cortometraggio (2022)
- Il Grande Giorno di Massimo Venier (2022)

### Televisione
- La nuova squadra - serie TV, (2008)
- Un passo dal cielo - serie TV,  (2015)
- Non uccidere - serie TV, episodio 1x07 (2016)
- Il processo - serie TV, (2019)
- Petra - miniserie TV, episodio 1x01 (2020)
- Rocco Schiavone 4-6 - serie TV, 6 episodi (2021-2025)
- Doc - Nelle tue mani - serie TV, episodio 2x06 (2022)